# Под огнём (фильм, 1983)
«Под огнём» (англ. Under Fire) — кинофильм режиссёра Роджера Споттисвуда, вышедший на экраны в 1983 году. Фильм снят на основе событий жизни журналиста Билла Стюарта, убитого в 1979 году Национальной гвардией Никарагуа.

## Сюжет
Рассел Прайс — фотожурналист, освещающий военный конфликт в Чаде, где он сталкивается с наёмником Оутсом, с которым он хорошо знаком. Затем Рассел возвращается в свой отель, где присутствует на прощальной вечеринке в честь его друга Алекса Грэйзиера, который уходит из журналистики, освещающей международные конфликты, чтобы занять высокооплачиваемую должность ведущего новостей в Нью-Йорке. Выясняется, что Рассел состоит в романе с девушкой Алекса, коллегой-журналисткой Клэр Страйдер. Статья Алекса о конфликте в Чаде вместе с фотографиями Рассела попадает на обложку журнала Time.
Затем журналисты отправляются в Никарагуа, чтобы присоединиться к международному пресс-корпусу, освещающему конфликт между правительством президента Сомосы и повстанцами во главе с Рафаэлем — подпольным лидером, которого никто никогда не фотографировал. Рассел арестован без объяснения причин и проводит ночь в тюрьме. Он и Клэр встречают Марселя Жази, французского шпиона, тесно связанного с Сомосой, который подсказывает им, что Рафаэль может находиться в Леоне, несмотря на то, что пресс-корпус считает, что основные бои происходят в Масаю.
Они едут в Леон и освещают интенсивную перестрелку на крыше между повстанцами и правительственными войсками. Рассел встречает повстанцев под руководством Педро, который даёт ему бейсбольный мяч, чтобы тот передал его Деннису Мартинесу. После очередного боя Рассел снова сталкивается с Оутсом, который теперь сражается на стороне никарагуанского правительства. Затем Оутс стреляет Педро в спину, убивая его, но Рассел не раскрывает местоположение Оутса, чтобы не принимать чью-либо сторону в конфликте.
Клэр и Рассел посещают пресс-конференцию, где президент Сомоса объявляет, что Рафаэль убит. Затем они встречаются с повстанцами, которые обещают отвести их к Рафаэлю. В удалённом лагере повстанцев журналисты осознают, что Рафаэль действительно мёртв, а повстанцы просят Рассела подделать фото живого лидера, считая, что это поможет движению продержаться до победы. Испытывая моральные сомнения, Клэр и Рассел соглашаются помочь повстанцам.
Фотография оказывается успешной, и Алекс приезжает в Никарагуа, чтобы Рассел помог ему устроить интервью с Рафаэлем. Алекс узнаёт о романе своей девушки с фотографом, но не разрывает с ним отношения. Вместе они отправляются искать Рафаэля, пока война обостряется. Их задерживают, и они снова встречают Оутса, который теперь с правительственными войсками, проводящими массовую казнь. Рассел узнаёт от Оутса, что Жази использовал его фотографии для выявления лидеров повстанцев, которых затем устраняли.
Алекс понимает, что Рафаэль мёртв, а Клэр и Рассел нарушили журналистскую этику. Однако он соглашается не разоблачать их и вместо этого решает сделать нейтральный репортаж о Жази. Рассел пытается организовать интервью, но сражения становятся ещё интенсивнее, поскольку правительство проигрывает войну. Потеряв дорогу к отелю, Алекс обращается за помощью к правительственным войскам, но те, охваченные паранойей, казнят его прямо на улице, в то время как Рассел фотографирует случившееся. Расселу удаётся сбежать с помощью местной женщины, которая прячет его у себя дома.
Осознавая, что если станет известно, что американский журналист убит правительственными войсками, это положит конец его режиму, президент Сомоса заявляет, что Алекса убили повстанцы, а солдаты отчаянно разыскивают Рассела, чтобы убить его и уничтожить снимки. Рассел становится свидетелем убийства Жази повстанцами. Клэр удаётся доставить негативы обратно в отель, после чего она отправляется на поиски Рассела.
Фотографии Рассела транслируются по всему миру, и Сомоса бежит в Майами. После победы повстанцев Клэр и Рассел воссоединяются и покидают страну. В финальной сцене она спрашивает его: «Не слишком ли мы увлеклись?» — на что он отвечает: «Я не жалею ни о чем».

## В ролях
- Ник Нолти — Рассел Прайс
- Джин Хэкмен — Алекс Грэйзер
- Джоанна Кэссиди — Клэр
- Жан-Луи Трентиньян — Марсель Жази
- Эд Харрис — Оутс
- Ричард Мазур — Хаб Киттл
- Альма Мартинес — Исела
- Дженни Гаго — Мисс Панама
- Рене Энрикес — президент Анастасио Сомоса

## Награды и номинации
- 1984 — премия «Давид ди Донателло» за лучшее продюсирование зарубежного фильма (Джонатан Тэплин)
- 1984 — номинация на премию «Оскар» за лучшую оригинальную музыку (Джерри Голдсмит)
- 1984 — две номинации на премию «Золотой глобус»: лучшая оригинальная музыка (Джерри Голдсмит), лучшая мужская роль второго плана (Джин Хэкмен)
- 1985 — номинация на премию Британской киноакадемии за лучший монтаж (Джон Блум, Марк Конте)